# Диглосия
Дигло̀сията (на старогръцки: δυο – „два“ и на старогръцки: γλωσσα/γλωττα – езика) е особена многоезичност на определена територия или в социум, при която съжителстват два езика или две форми на един и същ език, използвани от носителите си в зависимост от функционалното си предназначение.
Диглосията се характеризира с официалното или неофициалното съществуване на „висок“ и „нисък“ език или на две йерархични форми на един и същ език.
Понятието за диглосия се появява във връзка с катаревуса, създаден от Адамандиос Кораис и наложен в Гърция като официален език вместо димотики. Диглосията може да се появи както в рамките на родствени, така и на неродствени езици.

## Примери
В древността иврит е изпълнявал ролята на книжовен език на юдейската традиция, а разговорният език, както и този по времето на Исус Христос, е бил арамейският.